# Karla Máchová
Karla Máchová (* 21. Oktober 1853 in Beroun; † 16. Mai 1920 in Prag) war eine böhmische Politikerin. Sie kandidierte als erste Frau für den böhmischen Landtag.

## Leben
Karla Máchová wurde wegen ihrer sozialdemokratischen Gesinnung als Volksschullehrerin entlassen. Sie übernahm nach mehrjähriger Tätigkeit unter tschechischen Einwanderern in den Vereinigten Staaten die Redaktion des „Zensky list“ in Prag. Am 23. Januar 1908 wurde sie von der Tschechoslowakischen Sozialdemokratischen Arbeiterpartei als erste Frau für die Kandidatur für den städtischen Landtagswahlbezirk Prag IV, VI und VII vorgeschlagen.